# Bony de la Pica
El Bony de la Pica és una muntanya de 2.402 metres que es troba a l'extrem oest de la Serra d'Enclar, entre els municipis de les Valls de Valira, a la comarca de l'Alt Urgell i la Parròquia d'Andorra la Vella Andorra.
Al cim podem trobar-hi un vèrtex geodèsic (referència 272072001).
Aquest cim està inclòs al llistat dels 100 cims de la FEEC.